# 石璞 (明)
石 璞（せき はく、生年不詳 - 1469年）は、明代の官僚。字は仲玉。本貫は彰徳府臨漳県。

## 生涯
1411年（永楽9年）、郷挙により、国学に入った。監察御史に任じられた。1412年（永楽10年）、四川按察使として出向した。1436年（正統元年）、江西按察使に転じた。1438年（正統3年）、囚人を逃した罪に問われて、江西按察副使に降格された。1442年（正統7年）、山西布政使に転じた。
1448年（正統13年）2月に工部尚書の王卺が太監の王振と対立して致仕すると、5月に石璞は王振と仲が良かったことから召し出されて、工部尚書に任じられた。1449年（正統14年）、処州で葉宗留が反乱を起こすと、総兵官の徐恭らが討伐に赴き、石璞はその軍務に参与した。軍が到着する前に、葉宗留はすでにその仲間の陳鑑胡に殺されており、浙江巡撫の張驥が陳鑑胡を招降して、反乱の勢力は衰えていた。石璞らは逗留して功績がなく、御史の張洪らに弾劾され、軍を返して奏聞するよう命じられた。
景泰帝が即位すると、石璞は北京に召還され、大理寺卿を兼ねた。1450年（景泰元年）4月、太原で募兵した。11月、宦官の金英が獄に下されると、法司は石璞がかつて金英に賄賂を贈っていたとして弾劾した。石璞は獄に下され、斬刑を論告されたが、特別に許された。大同に出向して軍の食糧輸送を監理した。1451年（景泰2年）4月、石亨が京営の兵を選抜して操練にあたると、石璞は総督宣府軍務を命じられた。6月、北京に召還されて工部の事務にもどされた。1452年（景泰3年）4月、太子太保の位を加えられ、二官の俸給を受けた。
黄河が沙湾で決壊すると、石璞はこれを修復するよう命じられた。石璞は決壊箇所を塞ぐ前に、別に河道を浚渫した。黒洋山から徐州まで舟が通るようにしてから、決壊箇所をもとのように塞いだ。1453年（景泰4年）、沙湾で黄河が再び決壊したため、石璞は再び赴いて修復にあたった。1454年（景泰5年）4月、母が死去したため、石璞は帰郷したが、喪に服す間もなく工部の事務に復帰した。
1455年（景泰6年）1月、石璞は兵部尚書に転じ、于謙とともに兵部の事務を協同で監理した。1456年（景泰7年）1月、湖広で苗族の乱が起こると、石璞は総督軍務を命じられ、南和伯方瑛とともに反乱を討った。1457年（天順元年）2月、勝利を奏聞した。6月、北京に召還され、致仕を命じられた。1460年（天順4年）冬、李賢の推薦により、南京左都御史に任じられた。このとき石璞は老いて耳が聞こえなくなっていたため、仕事をつとめることができなかった。1463年（天順7年）、錦衣衛指揮僉事の門達に弾劾されて罷免され、帰郷した。1469年（成化5年）閏2月甲子、死去した。